# Louis Gigou
Louis Gigou (* 19. Jahrhundert in Paris; † 20. Jahrhundert) war ein französischer Kunstschlosser, der für seine Beschläge an Türen und Möbeln sowie seine Leuchtobjekte im Stil des Art déco bekannt war.

## Leben und Werk

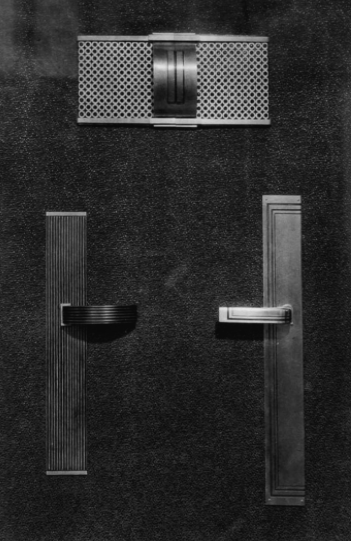
Türbeschläge, 1932.

Gigou besuchte die Pariser Kunstgewerbeschule École Boulle, wo er als Dekorateur und Tischler ausgebildet wurde. Danach erlernte er in der Werkstatt seines Vaters das Schlosserhandwerk.
Er entwarf eine Reihe von Beschlägen wie Türgriffe, Schlüssel, Türspäher und Schlossschutzbleche aus getriebener Bronze, Schmiedeeisen und Stahl mit Kupfereinlagen, die in Türen und Möbeln im Stil des Art déco verbaut wurden. Zwischen 1903 und 1938 schuf Gigou mehr als 4000 Schließvorrichtungen. Zu seinem Werk gehören außerdem Schreibtischleuchten und eine Reihe anderer dekorativer Leuchten in Art-déco-Formgebung.
Gigou stellte regelmäßig auf dem Salon der Société des artistes décorateurs aus. Ab 1932 experimentierte er mit rostfreiem Stahl und zeigte die Resultate auf der Weltfachausstellung Paris 1937 im Pavillon der Société des artistes décorateurs, wo er matte, sandgestrahlte und geschliffene Stahlteile mit neuer dekorativer Form und Wirkung vorstellte.
Seine Arbeiten waren auch auf internationalen Ausstellungen erfolgreich, so erhielt er je ein Ehrendiplom auf der Weltausstellung Mailand 1906 und der Franco-British Exhibition London 1908 sowie je einen Grand Prix auf der Weltausstellung Turin 1911, der Weltausstellung Gent 1913 und der Pariser Kolonialausstellung 1931. Er war Mitglied der Juries bei Exposition internationale des Arts Décoratifs et industriels modernes Paris 1925 und der Weltfachausstellung Paris 1937, daneben Sekretär der Jury des alle vier Jahre abgehaltenen handwerklichen Wettbewerbs Meilleur Ouvrier de France.